# ピーター・ルーパス
ピーター・ルーパス（Peter Lupus、1932年6月17日 - ）は、アメリカ合衆国の俳優。

## 出演作品
- ビル・シャーク／秒の抜け道
- スパイ大作戦（ウィリー・アミテージ）
- フライング・コップ 知能指数0分署(ノーバーグ刑事)